# Jean-Pierre Danel

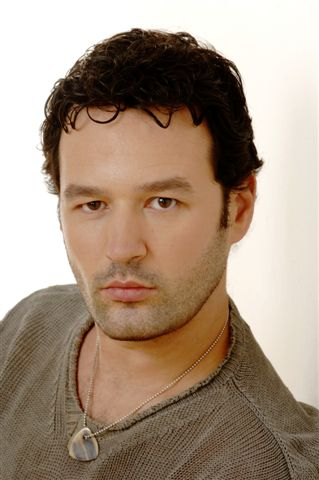
Jean-Pierre Danel

Jean-Pierre Danel (Saint Maur des Fossés,  França 4 de Junho  de 1968) é um guitarrista, é um autor, compositor e produtor musical francês.
Iniciando-se na carreira profissional aos 14 anos.
Em 2006, Danel lançou “Guitar Connection”, “Guitar Connection 2” em 2007 com um dueto entre Danel e Hank Marvin, em 2008 “Guitar Connection 3”, e em 2009 "Guitar Connection - Tribute to The Shadows", "The Best of Guitar Connection", "Jean-Pierre Danel plays The Shadows" (2009), "Guitar Connection Anthology" (2009), "Out of the blues" (2010), "When the guitar rocks !" (2011).
Danel possui, dentre muitas outras guitarras, “Miss Daisy”, uma Fender Stratocaster que é considerada como sendo uma das primeiras unidades fabricadas deste modelo, em 1954.
Em 2006, seu álbum Guitar Connection recebeu o Disco de Ouro na France.
Em 2007 e 2008, Danel lançou livros.

## Discografia

### Álbuns
- Rarities (1982)
- Vocals (1986)
- Chez Toi Et Moi (Maxi) (1989)
- The Twist Sessions (1990)
- Chorus (1993)
- Remember Shadows(1994)
- Guitar Generation (1995)
- Le Meilleur Des Shadows (1995)
- Guitar Line (1997)
- Play 18 Hits Of The Shadows (1997)
- Tribute To The Shadows 40 Years – 40 Tracks (2 Cds) (1998)
- Les Annees Shadows (2 Cds / 46 Tracks) (1998)
- The Best Of The Guitar Legends (3 Cds / 75 Tracks) (1998)
- The Best Of The Guitar Legends Vol.1 (1998)
- The Best Of The Guitar Legends Vol.2 (1998)
- The Best Of The Guitar Legends Vol.3 (1998)
- A Tribute To The Shadows – The Gold Series (1998)
- Guitar Greatest (2 Cds) (2000)
- La Legende Des Shadows (2000)
- A Tribute To The Shadows (2000)
- The Guitar Album (2000)
- Stratospheric (2000)
- Play Hits Of The Shadows (2000)
- Tribute To The Shadows (2001)
- The Playback Collection Vol. 1 (2001)
- The Playback Collection Vol. 2 (2001)
- The Playback Collection Vol. 3 (2001)
- The Playback Collection Vol. 4 (2001)
- Guitarmania (4 Cds / 88 Tracks) (2001)
- Nuits Parisiennes (2001)
- A Tribute To The Shadows (4 Cds / 80 Tracks) (2001)
- A Tribute To The Shadows Vol 1 (2001)
- A Tribute To The Shadows Vol 2 (2001)
- A Tribute To The Shadows Vol 3 (2001)
- A Tribute To The Shadows Vol 4 (2001)
- Guitar Classics (2002)
- Guitar Gold Themes (2002)
- The Shadows’ Anthology - The Tribute Álbum By Jean-Pierre Danel (2002)
- Essential Guitar (2002)
- All The Best (2 Cds) (2002)
- Guitare 5 Cd - 100 Titres (2003)
- Guitar Greatest Hits (2005)
- Guitar Connection (1 Cd + 1 Dvd) (2006)
- Guitar Connection 2 (1 Cd + 1 Dvd) (2007)
- Coffret Guitar Connection 1 & 2 (2007)
- Guitar Connection 3 (1 Cd + 1 Dvd) (2008)
- Guitar Connection - Tribute to The Shadows (2009)
- The Best Of Guitar Connection (2009)
- Guitar Connection Anthology (2009)
- Out of the blues (2010)
- When the guitar rocks (2011)
- Guitar guitar guitar(2011)

### Hit Singles
| 2006 | "A love theme for Sabine"                                                       | 15                           | —  | Guitar Connection                          |
| 2006 | "Sleepwalk"                                                                     | 18                           | —  | Guitar Connection                          |
| 2006 | "Ballad for a friend"                                                           | 39                           | —  | Guitar Connection                          |
| 2007 | "Nz girl blues"                                                                 | 5                            | 23 | Guitar Connection 2                        |
| 2007 | "My song of you" (duet with Laurent Voulzy)                                     | 7                            | 26 | Guitar Connection 2                        |
| 2007 | "Guitar Connection Medley (Part I)"                                             | 13                           | 44 | Guitar Connection 2                        |
| 2007 | "Nivram" (duet with Hank Marvin)                                                | 15                           | 50 | Guitar Connection 2                        |
| 2007 | "Nivram" (duet with Hank Marvin)                                                | 8 (Norway)                   | —  | Guitar Connection 2                        |
| 2007 | "Nivram" (duet with Hank Marvin)                                                | 86 (Germany)                 | —  | Guitar Connection 2                        |
| 2008 | "The pink side of miss daisy"                                                   | 9                            | 29 | Guitar Connection 3                        |
| 2008 | "Honky Tonk Woman"                                                              | 18                           | —  | Guitar Connection 3                        |
| 2009 | "The rise and fall of flingel bunt"                                             | 43                           | —  | Guitar Connection – Tribute to The Shadows |
| 2009 | "Good Guitar Vibrations"                                                        | 20                           | —  | The Best of Guitar Connection              |
| 2009 | "Come together"                                                                 | 21                           | —  | The Best of Guitar Connection              |
| 2009 | "Concerto de aranjuez"                                                          | 30                           | —  | Jean-Pierre Danel plays The Shadows        |
| 2009 | "While my guitar gently weeps" (duet with Pascal Danel)                         | 29                           | -- | Guitar Connection Anthology                |
| 2010 | "Out of the blues (Single)"                                                     | 20                           | -- | Out of the blues                           |
| 2010 | "Rock me baby" (duet with Axel Bauer)                                           | 36                           | -- | Out of the blues                           |
| 2011 | "Rock me baby" (duet with Axel Bauer)                                           | 4 (iTunes)                   | -- | Out of the blues                           |
| 2011 | "Rock me baby" (duet with Axel Bauer)                                           | 112 (Norway)                 | -- | Out of the blues                           |
| 2011 | "This incredible fortune to be two" (with Louis Bertignac and Beverly Jo Scott) | 12                           | -- | Out of the blues                           |
| 2011 | "This incredible fortune to be two" (with Louis Bertignac and Beverly Jo Scott) | 25 (iTunes Belgium)          | -- | Out of the blues                           |
| 2011 | "This incredible fortune to be two" (with Louis Bertignac and Beverly Jo Scott) | 7 (iTunes Luxemburg)         | -- | Out of the blues                           |
| 2011 | "This incredible fortune to be two" (with Louis Bertignac and Beverly Jo Scott) | 51 (iTunes Ireland)          | -- | Out of the blues                           |
| 2011 | "Forbidden Games"                                                               | 47 (iTunes Finland)          | -- | Guitar Guitar Guitar                       |
| 2012 | "M Appeal" (duet with Hank Marvin)                                              | 7 (Norway)                   | -  | Out of the blues                           |
| 2012 | "This incredible fortune to be two" (with Louis Bertignac and Beverly Jo Scott) | 1 (iTunes Belgium)(re-entry) | -- | Out of the blues                           |
| 2012 | "Saint Louis Blues"                                                             | 7 (iTunes France)            | -- | Out of the blues                           |